# آبشار باتارا جرج
آبشار باتارا جرج (به انگلیسی: Baatara gorge waterfall) آبشاری است که در  لبنان واقع شده و ارتفاع کلی ریزشگاه آن ۱۰۰ متر است.